# Христианство в Иордании

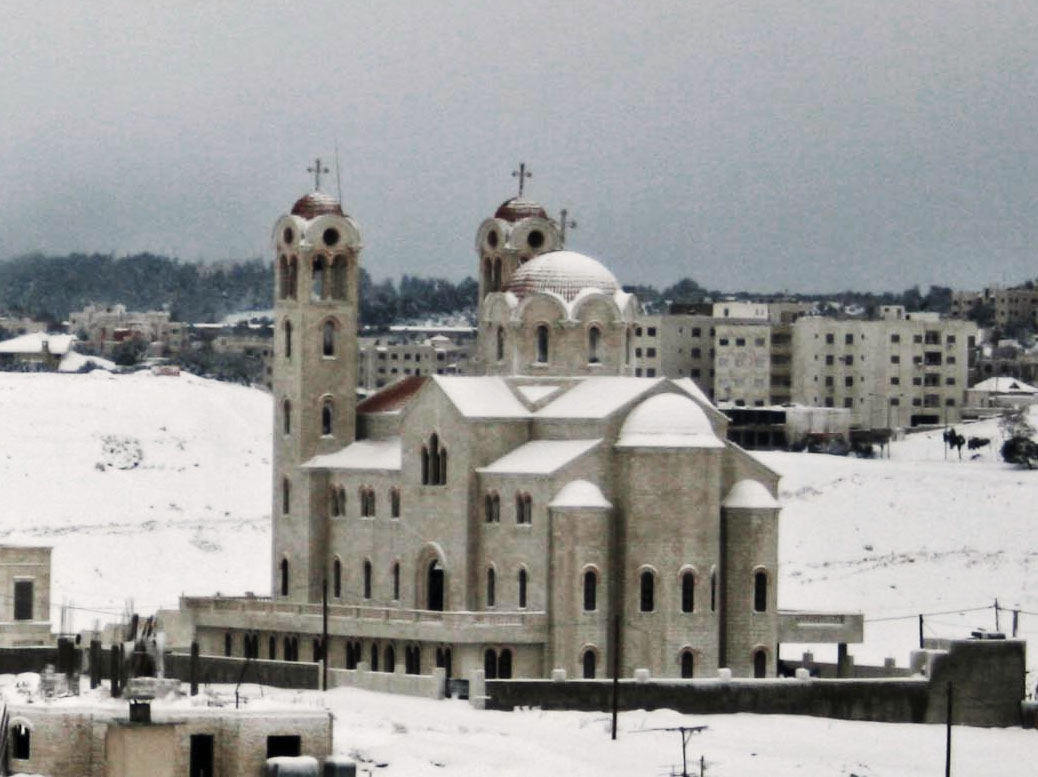
Греческая ортодоксальная церковь в Аммане, Иордания

Христиане в Иордании составляют 6 % постоянного населения Иордании и занимают 20 % мест в парламенте.
В основном, иорданские христиане принадлежат к Православной церкви (Иерусалимский патриархат) (по-арабски «рум-ортодокс») — более 2/3 всех христиан, остальные — к Греко-католической или Мелькитской церкви (на арабском «рум-катулик»), Римско-католической церкви (здесь они именуются «латиняне»), Армянской апостольской церкви, маронитам и различным протестантским обществам.

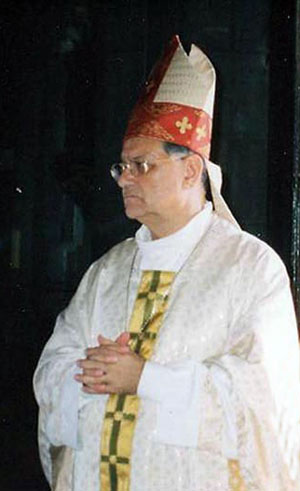
Архиепископ Фуад Туаль — римско-католический архиепископ и латинский патриарх Иерусалима с 2008 по 2016 год.

К христианам в Иордании относятся люди различных национальностей (к примеру, католическая месса проводится на арабском, английском, французском, итальянском, испанском, тагальском, сингальском языках и иракских диалектах арабского языка), но основную массу составляют арабы-христиане. В православных храмах служба идет на греческом языке. 